# Mahínog
Mahínog es un municipio filipino de quinta categoría, situado al norte de la isla de Mindanao en la isla de Camiguín. Forma parte de  la provincia de Camiguín situada en la región administrativa de Mindanao del Norte. Para las elecciones está encuadrado en el único (Ione) distrito electoral.

## Barrios
El municipio  de Mahínog se divide, a los efectos administrativos, en 13 barangayes o barrios, conforme a la siguiente relación:
| - Benoni - Binatubo (Binaliwan) - Catohugan | - Hubangon - Owakan - Población | - Puntod - San Isidro - San Jose | - San Miguel - San Roque | - Tubod - Tupsan Pequeño |  |

## Historia
Antiguos documentos españoles indican que Fernando de Magallanes y Miguel López de Legazpi llegaron a la isla  en 1521 y 1565, respectivamente.
Mahínog se estableció como municipio en 1860. Su nombre viene de una palabra bisaya significa "madurar" o "llegar a ser maduro".

### Influencia española
La provincia de Misamis, creada en 1818,   formaba  parte del Imperio español en Asia y Oceanía (1520-1898). Estaba dividida en cuatro partidos.
El Partido de Catarmán en la isla de Camiguín, con la ciudad de Catarmán y los pueblos de Mambajao, Guinsilibán y Sagay.

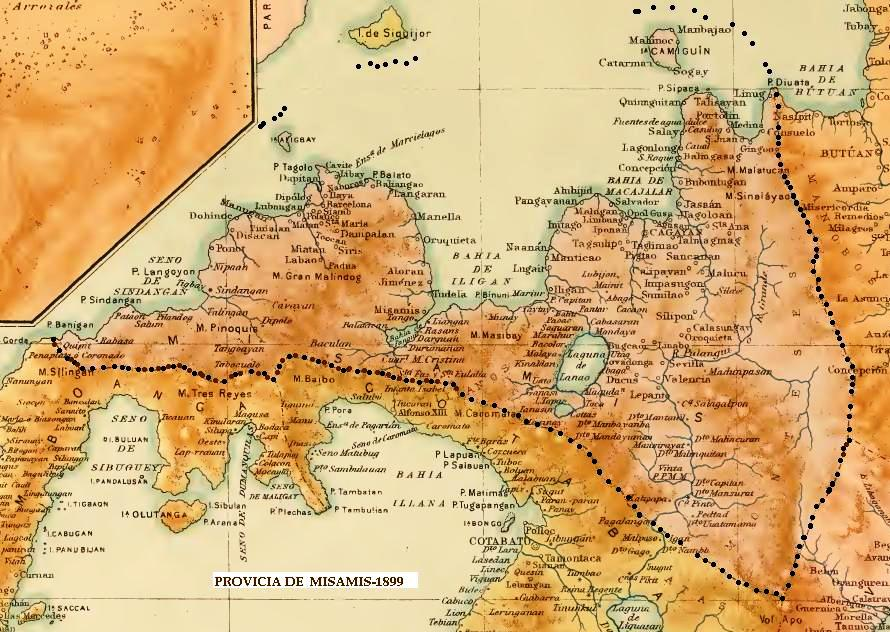
El distrito 2.º de Misamis en 1899.

A principios del siglo XX la isla de Mindanao se hallaba dividida en siete distritos o provincias, uno de los cuales era el distrito 2.º de Misamis, su capital era la villa de Cagayán de Misamis y del mismo dependía la comandancia de Dapitan.
Formaban parte de este distrito las visitas de Guinsilibán, Sagay, Catarmán, Mambájao, Mahinoc, Iponan, Opol y Molugán. Manbajao contaba con una población de  9.793 almas.

### Ocupación estadounidense

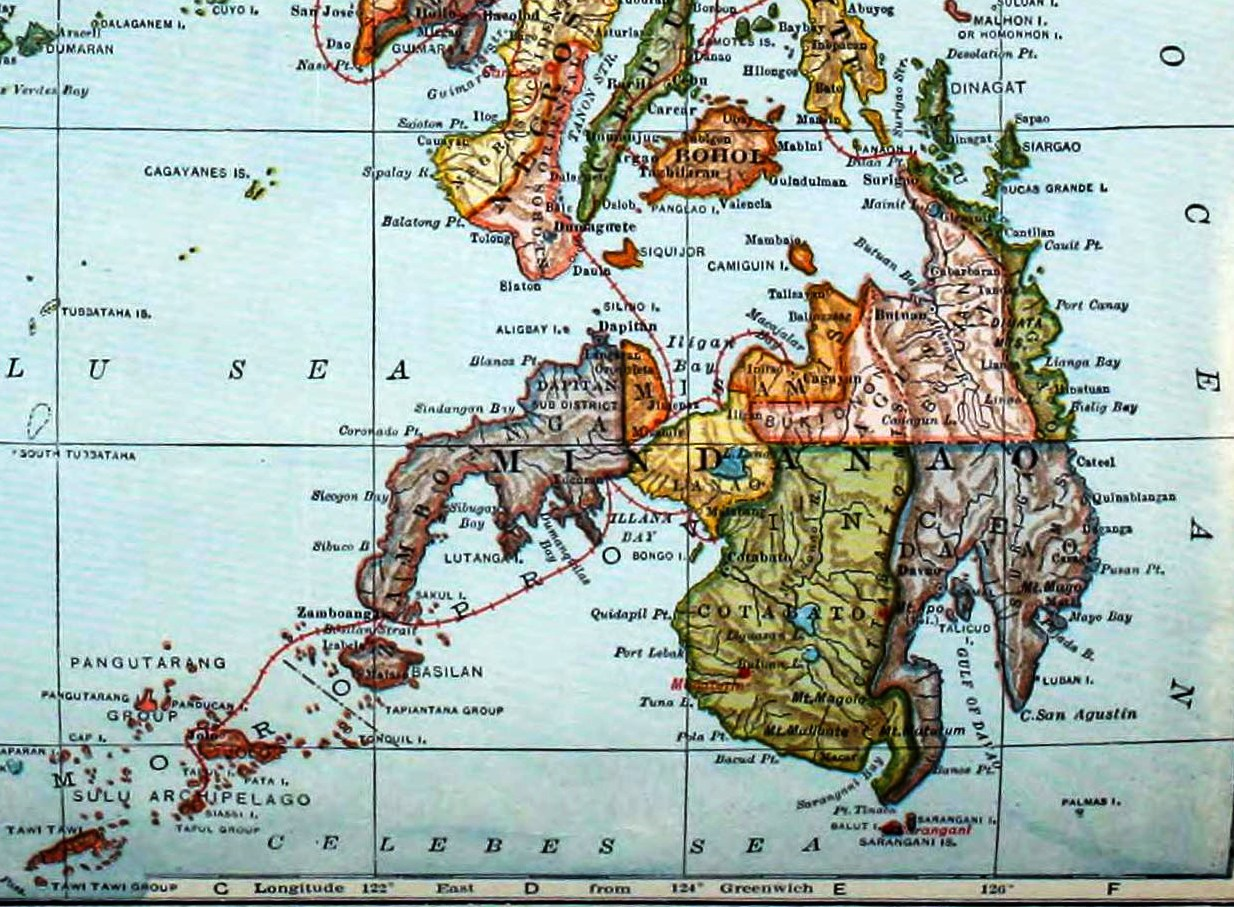
Mindanao en 1921.

Una vez pacificado el territorio, el gobierno civil de la  provincia de Misamis fue establecido el 15 de mayo de 1901 incluyendo la subprovincia de Bukidnon.
Catarmán, Mambajao y Sagay eran tres de los  14 municipios de esta provincia, tal como figura en la División Administrativa de Filipinas de 1916 y también en el plano del censo de 1918.
Mahínog era un barrio de Mambajao.

### Independencia
El 19 de marzo de 1948 fue creado el municipio de Mahínog. Está formado por los barrios de Binoni, Hubangon, Katuhogan y Mahínog, así como una parte del barrio de Tupsan, todos hasta entonces pertenecientes al municipio de Mambajao.
El 22 de junio de 1957 fue creada la subprovincia de Camiguín con sede en Mambajao.
El 21 de junio de 1959 la isla de Mantigue (Mantigue Island) del municipio de  Mahínog cambia su nombre por el de Magsaysay Island.
El 18 de junio de 1966 la subprovincia de Camiguin se separa de la provincia de Misamis Oriental constituyéndose como una nueva provincia separada e independiente.